# ビクトル・モレノ
ビクトル・ヒューゴ・モレノ（Victor Hugo Moreno, 1979年6月10日 - ）はベネズエラのカラボボ州プエルト・カベージョ出身の元プロ野球選手（投手）。

## 経歴

### プロ入りとダイヤモンドバックス傘下時代
1997年9月5日に、アリゾナ・ダイヤモンドバックスとマイナー契約を結んだ。
1998年は、傘下ルーキーリーグのドミニカン・サマーリーグ・ダイヤモンドバックスでプレーしていた。
1999年は、傘下ルーキーリーグのアリゾナリーグ・ダイヤモンドバックスで7試合に登板し、1勝2敗2セーブ、防御率9.90を記録した。
2000年は、ベネズエラン・サマーリーグでプレーした。同年限りで、退団した。

### フィリーズ傘下時代
2001年は、フィラデルフィア・フィリーズとマイナー契約を結んだ。開幕を、傘下ルーキーリーグのガルフ・コーストリーグ・フィリーズで迎えた。この年は、15試合に登板し、4勝2敗、防御率1.69を記録した。
2002年は開幕を、傘下ショートシーズンAのバタヴィア・マックドッグスで迎えた。ここでは、17試合に登板し、3勝3敗5セーブ、防御率3.71を記録した。その後、傘下Aのレイクウッド・ブルークロウズに昇格した。ここでは、7試合に登板し、1勝0敗1セーブ、防御率0.00を記録した。同年限りで、退団した。

### ツインズ傘下時代
2003年は、ミネソタ・ツインズとマイナー契約を結んだ。開幕を、傘下アドバンスAのフォートマイヤーズ・ミラクルで迎えた。ここでは、16試合に登板し、3勝1敗、防御率2.02を記録した。その後、傘下AAのニューブリテン・ロックキャッツへ昇格した。ここでは、24試合に登板し、1勝1敗、防御率6.95を記録した。
2004年は開幕を、傘下AAのニューブリテン・ロックキャッツで迎えた。ここでは、33試合（5試合で先発）登板し、7勝2敗2セーブ、防御率2.27を記録した。その後、傘下AAAのロチェスター・レッドウイングスへ昇格した。ここでは、6試合に登板し、1勝0敗、防御率6.35を記録した。同年限りで、退団した。

### アスレチックス傘下時代
2005年は、オークランド・アスレチックスとマイナー契約を結んだ。開幕を、傘下AAAのサクラメント・リバーキャッツで迎えた。この年は、49試合に登板し、4勝2敗2セーブ、防御率4.50を記録した。
2006年開幕前の3月に第1回WBCのベネズエラ代表に選出された。
レギュラーシーズンでは、前年同様に、開幕を傘下AAAのサクラメント・リバーキャッツで迎えた。この年は、34試合（14試合で先発）に登板し、5勝4敗4セーブ、防御率5.38を記録した。同年限りで、退団した。

### オリオールズ傘下時代
2007年は、ボルチモア・オリオールズとマイナー契約を結んだ。開幕を、傘下AAAのノーフォーク・タイズで迎えた。この年は、39試合（1試合で先発）に登板し、2勝5敗3セーブ、防御率5.06を記録した。同年限りで、退団した。

### メキシカンリーグ時代
2008年は、メキシカンリーグのメキシコシティ・レッドデビルズと契約を結んだ。この年は、9試合に登板し、防御率5.00を記録した。同年限りで、退団した。
2009年開幕前の3月に第2回WBCのベネズエラ代表に選出された。
レギュラーシーズンでは、メキシカンリーグのカンペチェ・パイレーツと契約を結んだ。10試合の登板で、0勝1敗4セーブ、防御率9.35を記録した。シーズン途中に、退団した。

### イタリア時代
2009年シーズン途中に、イタリアンベースボールリーグのフォルティチュード・ボローニャと契約を結んだ。この年は、9試合、0勝0敗、防御率1.33を記録した。
2010年は、13試合に登板し、0勝0敗、防御率0.56を記録した。
2011年は、14試合に登板し、2勝0敗、防御率1.41を記録した。同年限りで、退団した。

### メキシカンリーグ時代
2012年は、メキシカンリーグのモンクローバ・スティーラーズと契約を結んだ。この年は、51試合に登板し、1勝3敗27セーブ、防御率2.75を記録した。
2013年は、51試合に登板し、2勝3敗33セーブ、防御率3.58を記録した。
2014年は、15試合に登板し、1勝2敗8セーブ、防御率2.93を記録した。

### イタリア時代
2015年は、イタリアンベースボールリーグのリミニ・ベースボールクラブと契約を結んだ。14試合に登板し、1勝1敗6セーブ、防御率1.54を記録した。この年限りで現役を引退した。

### 現役引退後
2017年から2019年まで、ミルウォーキー・ブルワーズ傘下ルーキー級のドミニカン・サマーリーグ・ブルワーズの投手コーチを務めた。

## 詳細情報

### 代表歴
- 2006 ワールド・ベースボール・クラシック・ベネズエラ代表
- 2009 ワールド・ベースボール・クラシック・ベネズエラ代表